# Phocitremoides ovale
Phocitremoides ovale är en plattmaskart. Phocitremoides ovale ingår i släktet Phocitremoides och familjen Heterophyidae. Inga underarter finns listade i Catalogue of Life.